# Belgische verkiezingen 1936
De Belgische verkiezingen van 1936 werden gehouden op zondag 24 mei. Het parlement (Kamer en Senaat) werd volledig vernieuwd.
Het partijenlandschap lijkt wel hertekend. De katholieke partij treedt op als Katholiek Blok, waarmee middenstanders en christendemocraten hun posities versterkt zien. Bij die andere grote partij, de socialistische, beweegt er ook wat. Onder invloed van voorzitter Hendrik de Man en zijn Plan van de Arbeid (ook wel 'Plan de Man' geheten) is men daar naar rechts opgeschoven en tot de aanvaarding van de parlementaire democratie gekomen.
Daarnaast lijkt een aanzienlijk deel van de middenklasse zich tot nieuwe partijen te wenden. De economische crisis van de jaren 1930 en vooral het geloof dat partijen als het VNV, Degrelles Rex en de KPB de economie weer op de rails kunnen krijgen, spelen laatstgenoemde partijen in de kaart. In 1936 halen ze samen een vierde van de Kamerzetels binnen en laten ze de drie traditionele partijen een nederlaag incasseren.
In de regering komen de nieuwe partijen echter niet. Na de verkiezingen slaan katholieken, liberalen en socialisten de handen ineen. Deze nationale eenheidsformule zal stand houden tot de Tweede Wereldoorlog.

## Uitslagen
| Partij | Partij                | Kamer van volksvertegenwoordigers | Kamer van volksvertegenwoordigers | Kamer van volksvertegenwoordigers | Senaat    | Senaat          | Senaat   |
| Partij | Partij                | Stemmen                           | %                                 | Zetels                            | Stemmen   | %               | Zetels   |
| ------ | --------------------- | --------------------------------- | --------------------------------- | --------------------------------- | --------- | --------------- | -------- |
|        | BWP                   | 758 485                           | 32,11% (-4,92)                    | 70 (-3)                           | 769 498   | 33,46% (-8,85)  | 39 (—)   |
|        | Katholieken           | 653 717                           | 27,67% (-10,75)                   | 61 (-18)                          | 667 739   | 29,04% (-14,91) | 34 (-8)  |
|        | Liberalen             | 292 970                           | 12,4% (-1,68)                     | 23 (-1)                           | 297 280   | 12,93% (-3,76)  | 11 (—)   |
|        | Rex                   | 271 481                           | 11,49% (+11,49)                   | 21 (+21)                          | 250 272   | 10,88% (+10,88) | 8 (+8)   |
|        | VNV                   | 166 737                           | 7,06% (+1,04)                     | 16 (+8)                           | 160 212   | 6.97% (+1,08)   | 5 (+4)   |
|        | KPB                   | 143 223                           | 6,06% (+3,16)                     | 9 (+6)                            | 110 855   | 4,82% (+2,12)   | 4 (+4)   |
|        | Démocratie chrétienne | 22 224                            | 0,94% (+0,94)                     | 2 (+2)                            | 19 477    | 0,85% (+0,85)   | 0        |
|        | Overige (<1%)         | 53 599                            | 3,8%                              | 0                                 | 24 175    | 1,06%           | 0        |
|        | Blanco en ongeldig    | 49 692                            | 2,54%                             | 2                                 | 32 209    | 1,41%           | 0        |
| Totaal | Totaal                | 2 511 246                         | 100%                              | 202 (+15)                         | 2 508 489 | 100%            | 101 (+8) |

## Verkozenen
- Kamer van volksvertegenwoordigers (samenstelling 1936-1939)
- Samenstelling Belgische Senaat 1936-1939

## Regeringsvorming
De regering-Van Zeeland II werd gevormd als regering van nationale eenheid.